# Бун (округ, Індіана)
Шаблон:StateAbbr_ 40°03′ пн. ш. 86°28′ зх. д. / 40.05° пн. ш. 86.47° зх. д.
Округ Бун (англ. Boone County) — округ (графство) у штаті Індіана, США. Ідентифікатор округу 18011.

## Історія
Округ утворений 1830 року.

## Демографія
За даними перепису
2000 року
загальне населення округу становило 46107 осіб, зокрема міського населення було 25336, а сільського — 20771.
Серед мешканців округу чоловіків було 22506, а жінок — 23601. В окрузі було 17081 господарство, 12810 родин, які мешкали в 17929 будинках.
Середній розмір родини становив 3,09.
Віковий розподіл населення поданий у таблиці:
| Стать    | До 15 років | 15-21 | 22-29 | 30-39 | 40-49 | 50-65 | 65-85 | Понад 85 |
| -------- | ----------- | ----- | ----- | ----- | ----- | ----- | ----- | -------- |
| Чоловіки | 5663        | 1981  | 1803  | 3483  | 3836  | 3571  | 1937  | 232      |
| Жінки    | 5227        | 1873  | 1920  | 3711  | 3952  | 3637  | 2667  | 614      |

## Суміжні округи
- Клінтон — північ
- Гамільтон — схід
- Меріон — південний схід
- Гендрікс — південь
- Монтгомері — захід[7]

## Виноски
1. ↑  U.S. Decennial Census. United States Census Bureau. Архів оригіналу за 26 квітня 2015. Процитовано 10 липня 2014.
2. ↑  Historical Census Browser. University of Virginia Library. Архів оригіналу за 11 серпня 2012. Процитовано 10 липня 2014.
3. ↑  Population of Counties by Decennial Census: 1900 to 1990. United States Census Bureau. Архів оригіналу за 4 жовтня 2014. Процитовано 10 липня 2014.
4. ↑  Census 2000 PHC-T-4. Ranking Tables for Counties: 1990 and 2000 (PDF). United States Census Bureau. Архів оригіналу (PDF) за 18 грудня 2014. Процитовано 10 липня 2014.
5. ↑  Boone County QuickFacts. Бюро перепису населення США. Архів оригіналу за 7 липня 2011. Процитовано 17 вересня 2011. [Архівовано 2011-06-07 у Wayback Machine.](англ.) Наведено за англійською вікіпедією.
6. ↑  American FactFinder. Бюро перепису населення США. Архів оригіналу за 26 лютого 2012. Процитовано 31 січня 2008. [Архівовано 2008-05-21 у Wayback Machine.]
7. ↑  History of Boone County. Boone County. Архів оригіналу за 24 березня 2018. Процитовано 24 березня 2018.

| США | Це незавершена стаття з географії США. Ви можете допомогти проєкту, виправивши або дописавши її. |